# إسبانيا في الألعاب البارالمبية الصيفية 1972
شارك إسبانيا في دورة الألعاب البارالمبية الصيفية 1972، التي أقيمت في هايدلبرغ بألمانيا، في الفترة الممتدة من 2 أغسطس حتى 11 أغسطس.
حصد إسبانيا 4 ميداليات فضية محتلاً المرتبة 27 في الترتيب النهائي بين 41 دولة مشاركة.

## قائمة الميداليات
| الميدالية | الرياضي                | المنافسة | المسابقة              |
| فضية      | فراننيسكو بينيتث       | سباحة    | 100 متر ظهر 6 - رجال  |
| فضية      | فراننيسكو بينيتث       | سباحة    | 50 متر حرة 6 - رجال   |
| فضية      | بيلتراد دي فيف براغنير | سباحة    | 50 متر حرة 4 - رجال   |
| فضية      | بيلتراد دي فيف براغنير | سباحة    | 75 متر متنوع 4 - رجال |